# Крижановский
Крижановский — хутор в Красноармейском районе Краснодарского края.
Входит в состав Трудобеликовского сельского поселения.

## География

### Улицы
- пер. Светлый,
- пер. Тепличный,
- пер. Луговой,
- ул. Железнодорожная,
- ул. Красная,
- ул. Луговая,
- ул. Набережная,
- ул. Речная.

## Население
| 2002 | 2010 |
| ---- | ---- |
| 522  | ↘413 |